# Isachne meeboldii
Isachne meeboldii är en gräsart som beskrevs av Cecil Ernest Claude Fischer. Isachne meeboldii ingår i släktet Isachne och familjen gräs. IUCN kategoriserar arten globalt som akut hotad. Inga underarter finns listade i Catalogue of Life.